# Skulpturenpark im Park Juan Carlos I

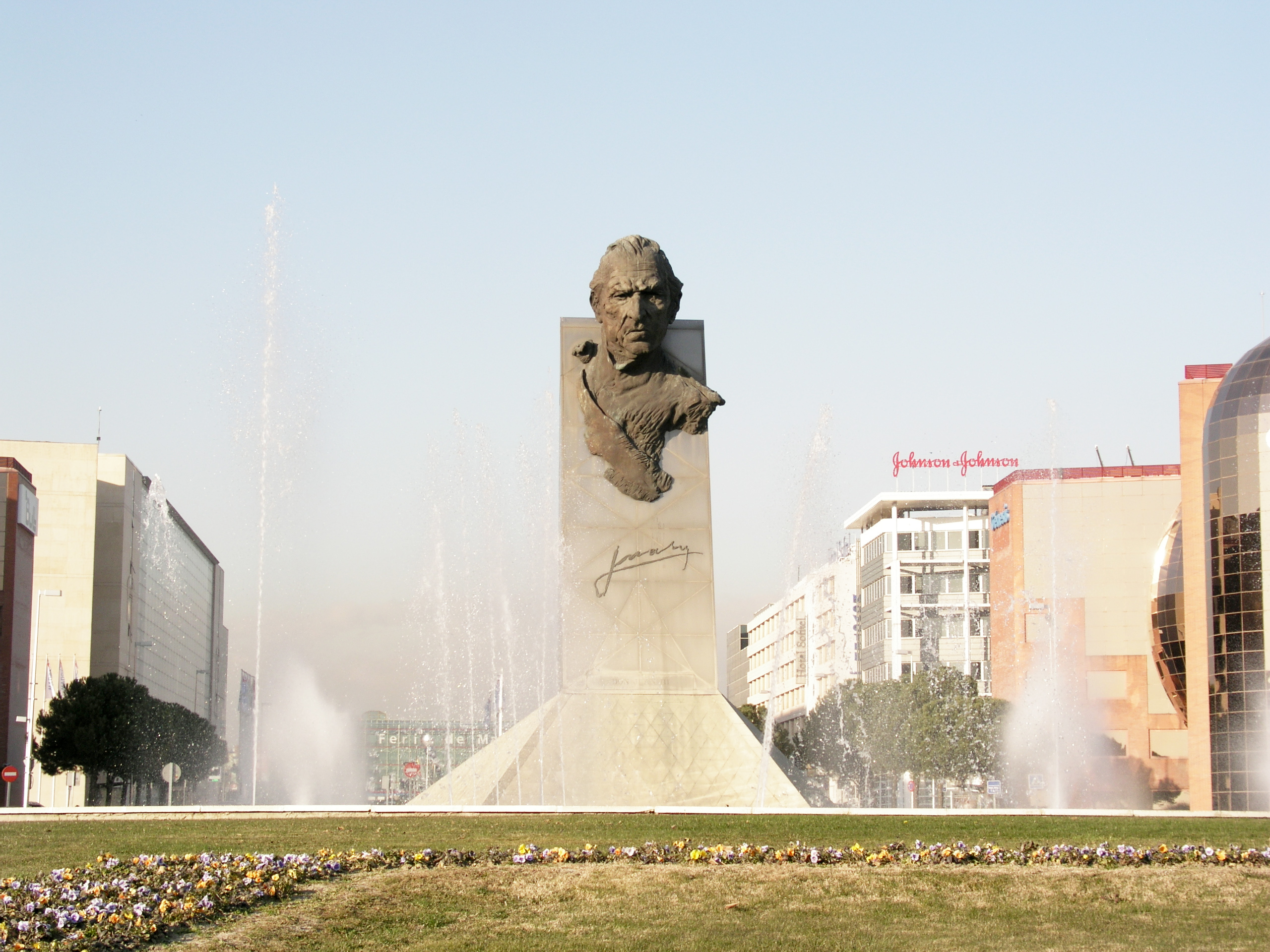
Monument an Don Juan, Víctor Ochoa

Der Skulpturenpark im Park Juan Carlos I ist ein Skulpturenpark, der ein Teil des wesentlich größeren Parks Juan Carlos I mit 220 Hektar ist. Der Park befindet sich im Stadtteil Barajas von Madrid.

## Geschichte
Der Skulpturenpark wurde 1992 anlässlich des Kulturhauptstadtjahres Madrid errichtet. Im Skulpturenpark befinden sich 19 monumentale Skulpturen/Installationen spanischer und internationaler Künstler.

## Sammlung
- Leopold Maler (Argentinien): Los Cantos de la Encrucijada
- Mario Irarrázabal (Chile): Dedos
- Víctor Ochoa (Spanien): Monumento a Don Juan
- Andrés Casillas en Margarita Cornejo (Mexiko): Espacio México
- Carlos Cruz-Diez (Venezuela): Fisicromía para Madrid
- Amadeo Gabino (Spanien): Homenaje a Galileo Galilei[1]
- Miguel Berrocal (Spanien): Manolona Opus 397
- Alexandru C. Arghira (Rumänien): Pasaje Azul
- Bukichi Inoue (Japan): My Sky Hole/Madrid
- José Miguel Utande (Spanien): Sin Título
- Jorge Dubon (Mexiko): Viga
- Jorge Castillo (Spanien): Paseo entre dos árboles
- Toshimitsu Imai (Japan): Homenaje a Agustín Rodríguez Sahagún
- Dani Karavan (Israel): Sin Título
- Mustafa Arruf (Spanien): Encuentros
- Paul Van Hoeydonck (Belgien): Eolos
- Michael Warren (Irland): Viaje Interior
- Yolanda d'Augsburg (Brasilien): Monumento a la Paz
- Samuel Nahon Bengio: Homenaje a las Victimas del Holocausto (2007)

## Fotogalerie

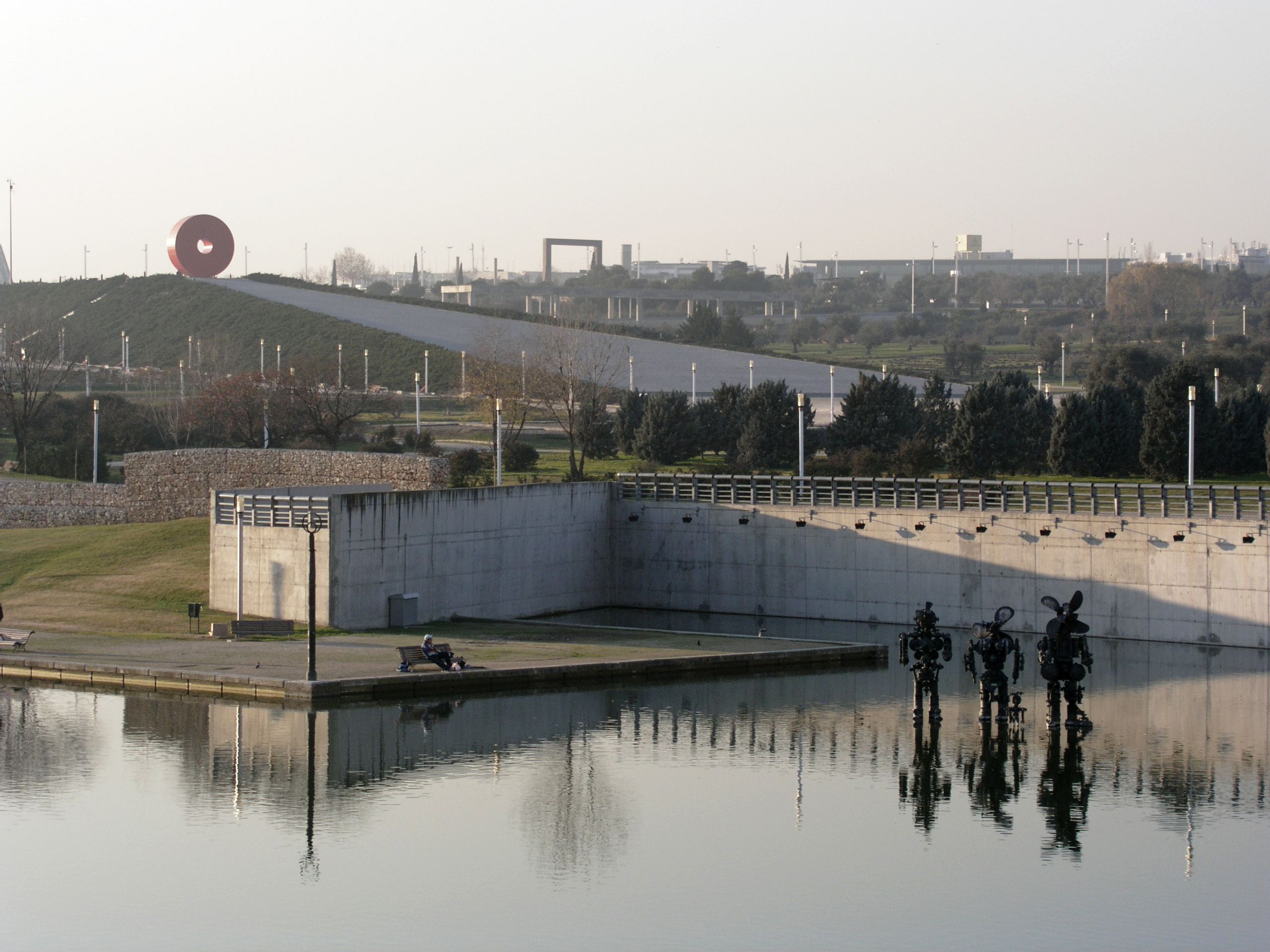
Eolos, Paul Van Hoeydonck
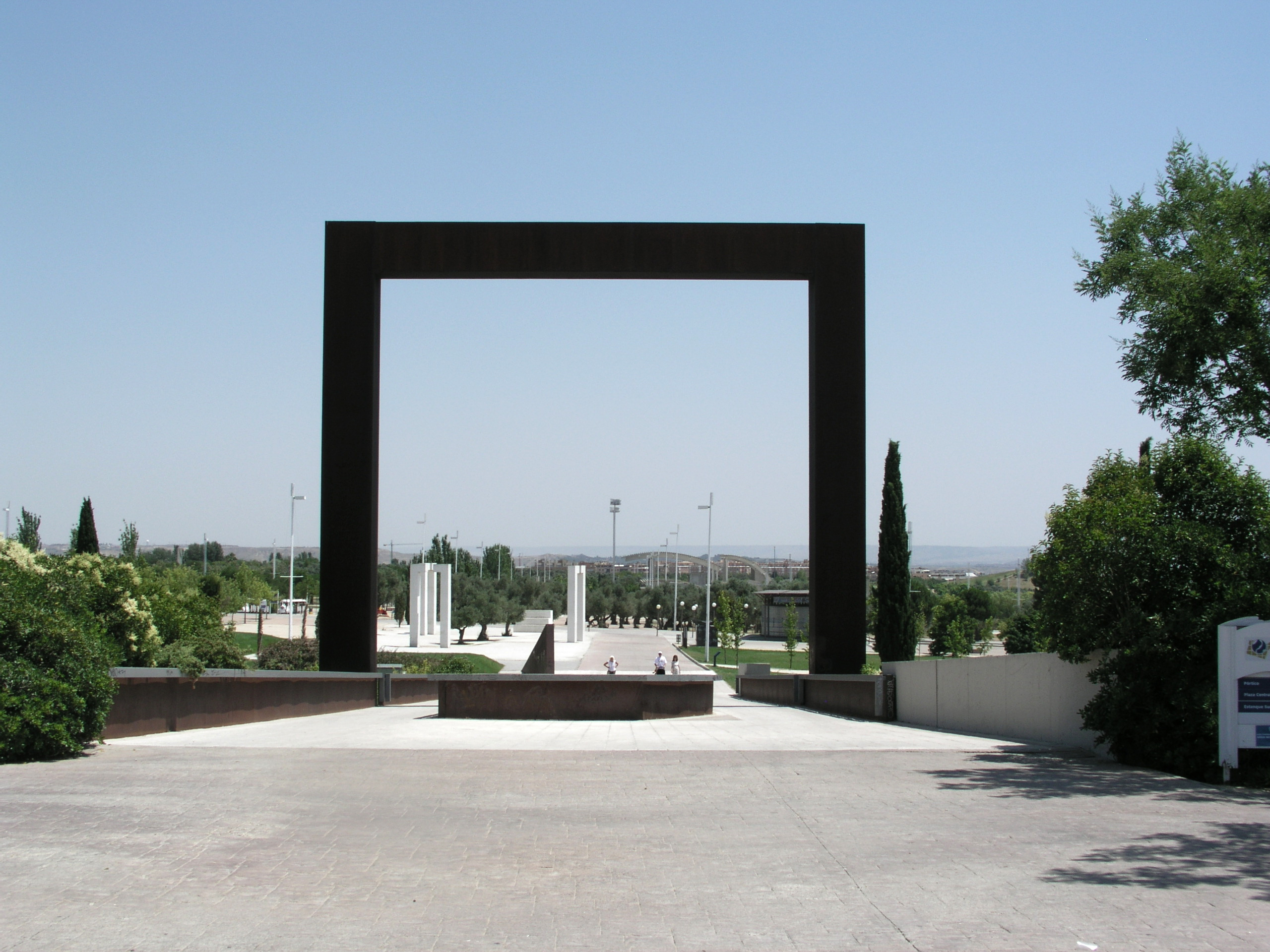
San Título, Dani Karavan
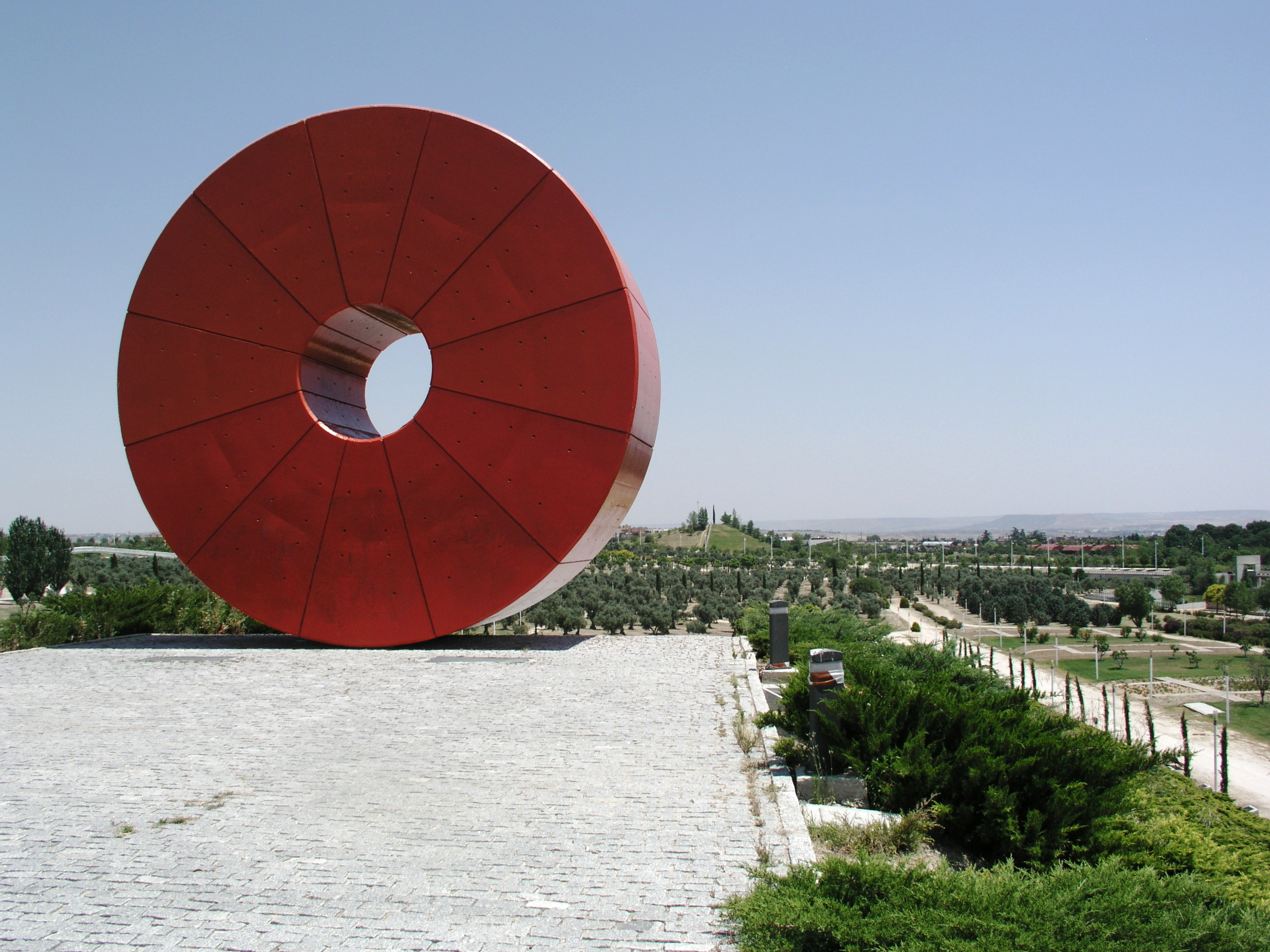
Espacio México, Andrés Casillas en Margarita Cornejo
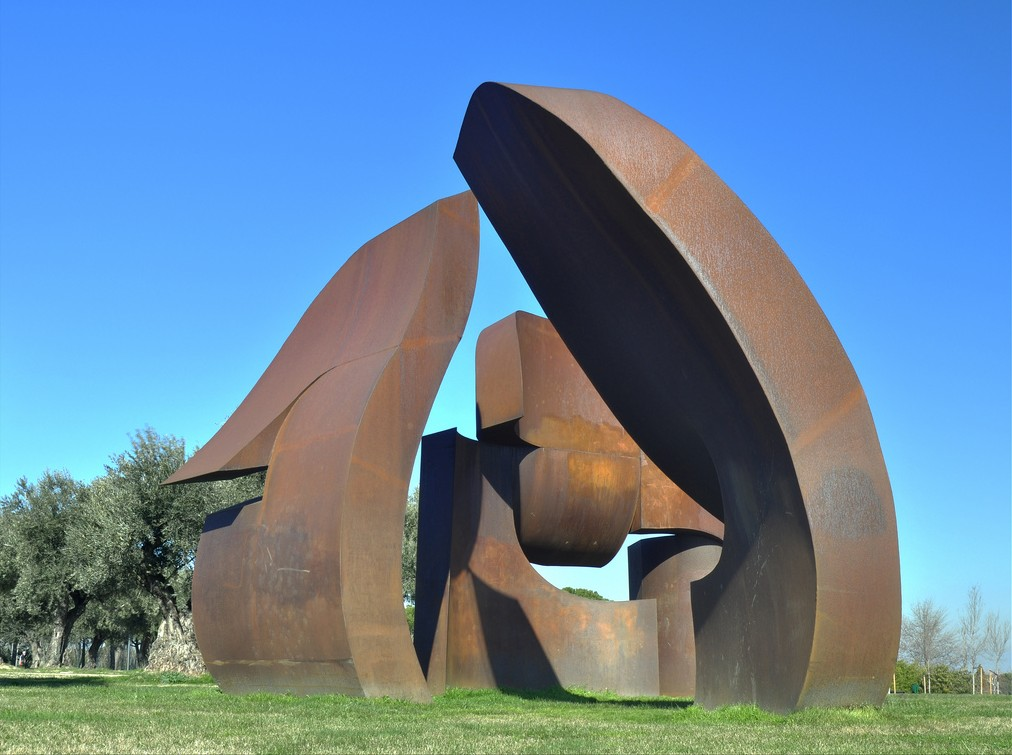
Homenage a Galileo Galilei, Amadeo Gabino
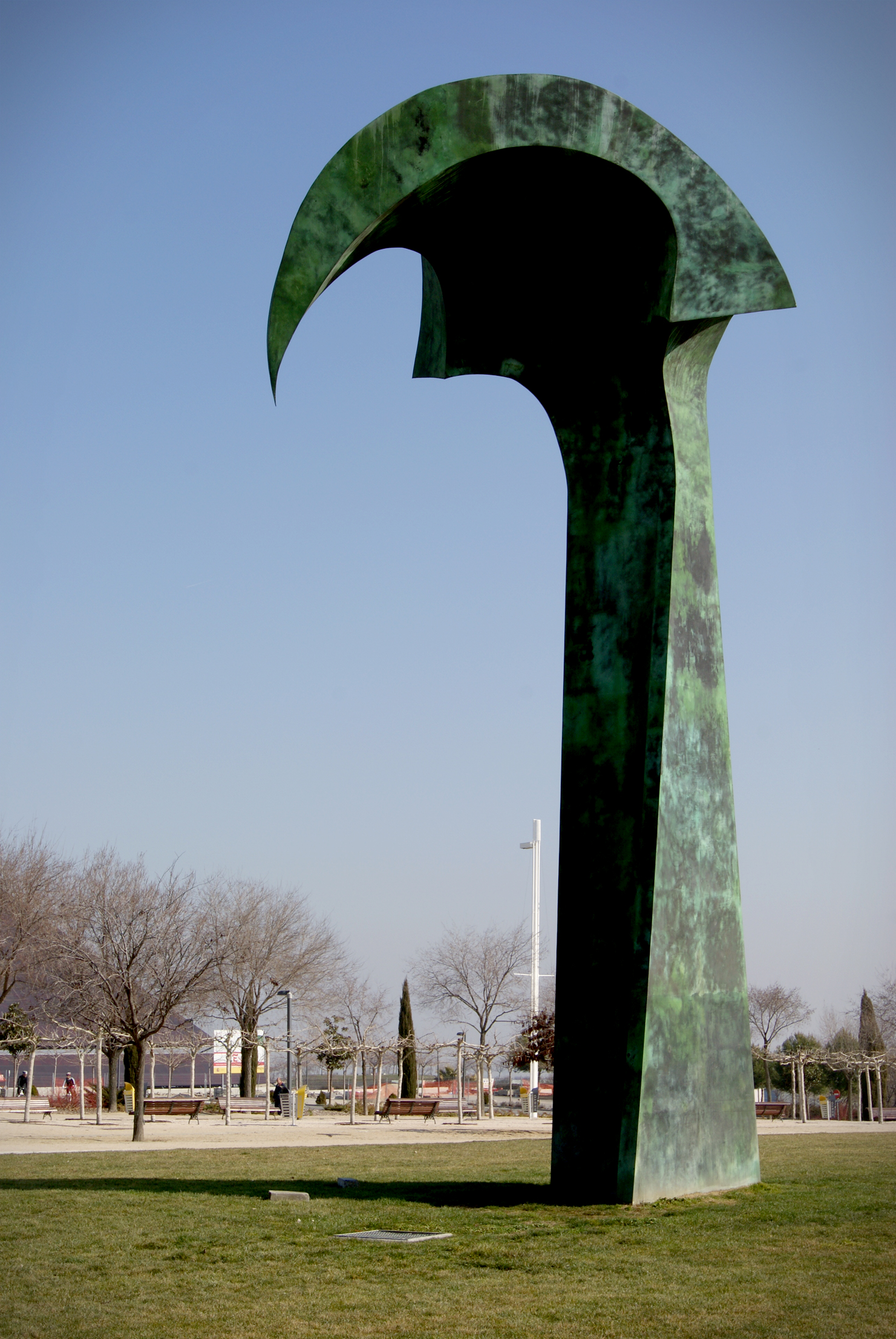
Encuentros, Mustafa Arruf